# Serrat de la Capella (la Seu d'Urgell)
El Serrat de la Capella és un barri de la Seu d'Urgell, a l'Alt Urgell, el 2001 tenia 84 habitants. El barri es troba al nord de la Seu d'Urgell, força separat del nucli principal. Es troba sota del turó del pla de les forques, a prop del riu Valira, per damunt de la rotonda de la N-260 i enmig de la carretera que va direcció a Andorra. Està situat al capdamunt de l'Avinguda de les Valls d'Andorra.
En l'últim Pla General d'Organització Urbanística de la Seu d'Urgell, es preveu una ampliació del barri que milloraria els equipaments de la zona i les connexions amb el nucli principal.

Mapa del municipi de la Seu d'Urgell.